# Maison jaune à Subotica
La maison jaune à Subotica (en serbe cyrillique : Жута кућа у Суботици ; en serbe latin : Žuta kuća u Subotici) est située à Subotica, dans la province de Voïvodine et dans le district de Bačka septentrionale, en Serbie. Elle est inscrite sur la liste des monuments culturels de grande importance de la république de Serbie (identifiant no SK 1226).

## Présentation
Le bâtiment de la Banque nationale d'épargne, également connu sous le nom de « maison jaune », a été construit entre 1880 et 1883 sur des plans de l'architecte Titus Mačković (1851-1919). Il est caractéristique du style éclectique influencé par le style néo-Renaissance. Conçu pour accueillir un établissement financier, il a reçu par la suite d'autres affectations.
La maison jaune est constituée d'un rez-de-chaussée et d'un étage. L'avancée centrale, monumentale, est dotée à l'étage de six colonnes aux chapiteaux composites. Les fenêtres du rez-de-chaussée sont demi-circulaires, tandis qu'à l'étage elles sont surmontées d'une architrave soutenant un fronton triangulaire.